# Beaupuy (Górna Garonna)
Beaupuy – miejscowość i gmina we Francji, w regionie Oksytania, w departamencie Górna Garonna.
Według danych na rok 1990 gminę zamieszkiwało 1039 osób, a gęstość zaludnienia wynosiła 178 osób/km² (wśród 3020 gmin regionu Midi-Pireneje Beaupuy plasuje się na 326. miejscu pod względem liczby ludności, natomiast pod względem powierzchni na miejscu 1421.).